# Фріккенгаузен-ам-Майн
Фріккенгаузен-ам-Майн (нім. Frickenhausen am Main) — громада в Німеччині, розташована в землі Баварія. Підпорядковується адміністративному округу Нижня Франконія. Входить до складу району Вюрцбург. Складова частина об'єднання громад Айбельштадт.
Площа — 10,54 км2. Населення становить 1238 ос. (станом на 31 грудня 2020).

## Галерея

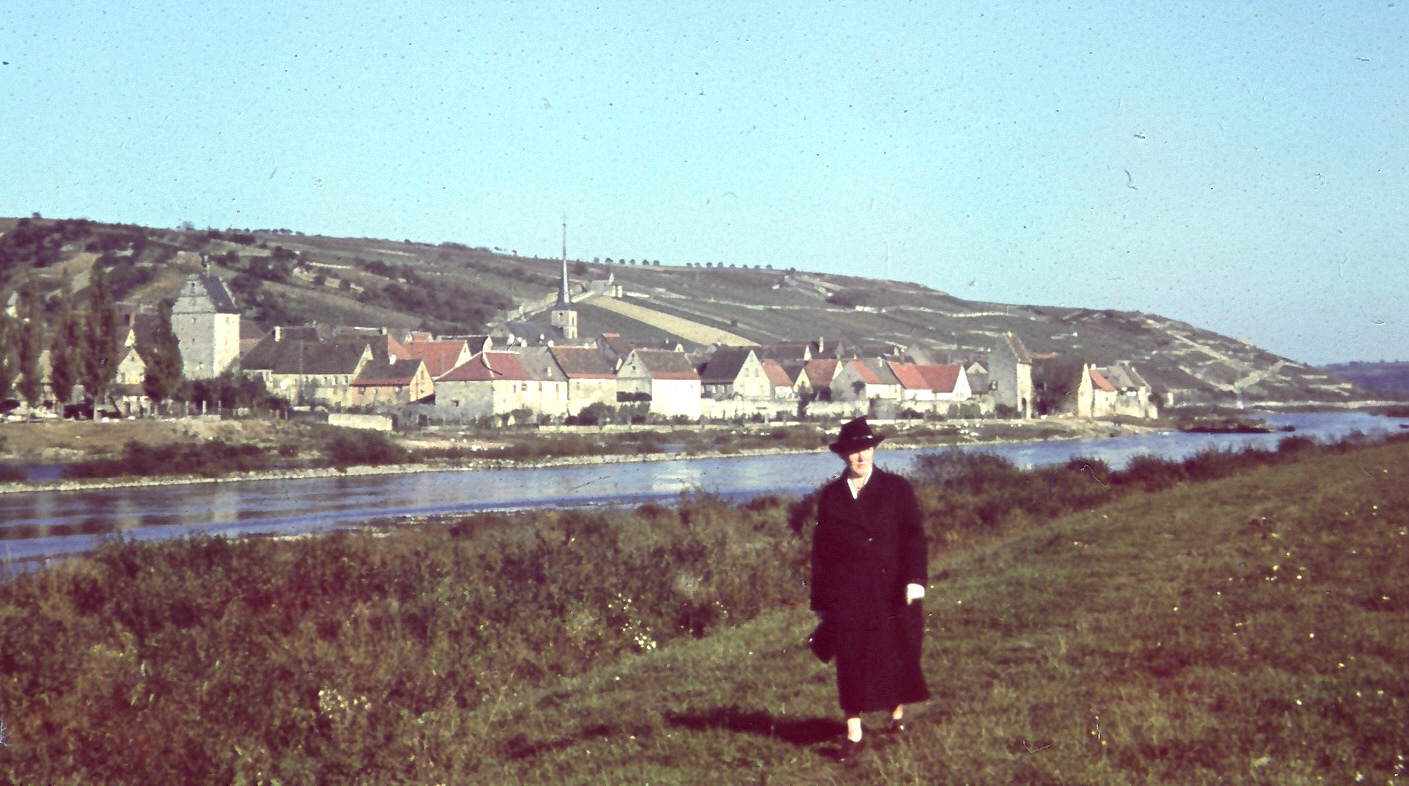
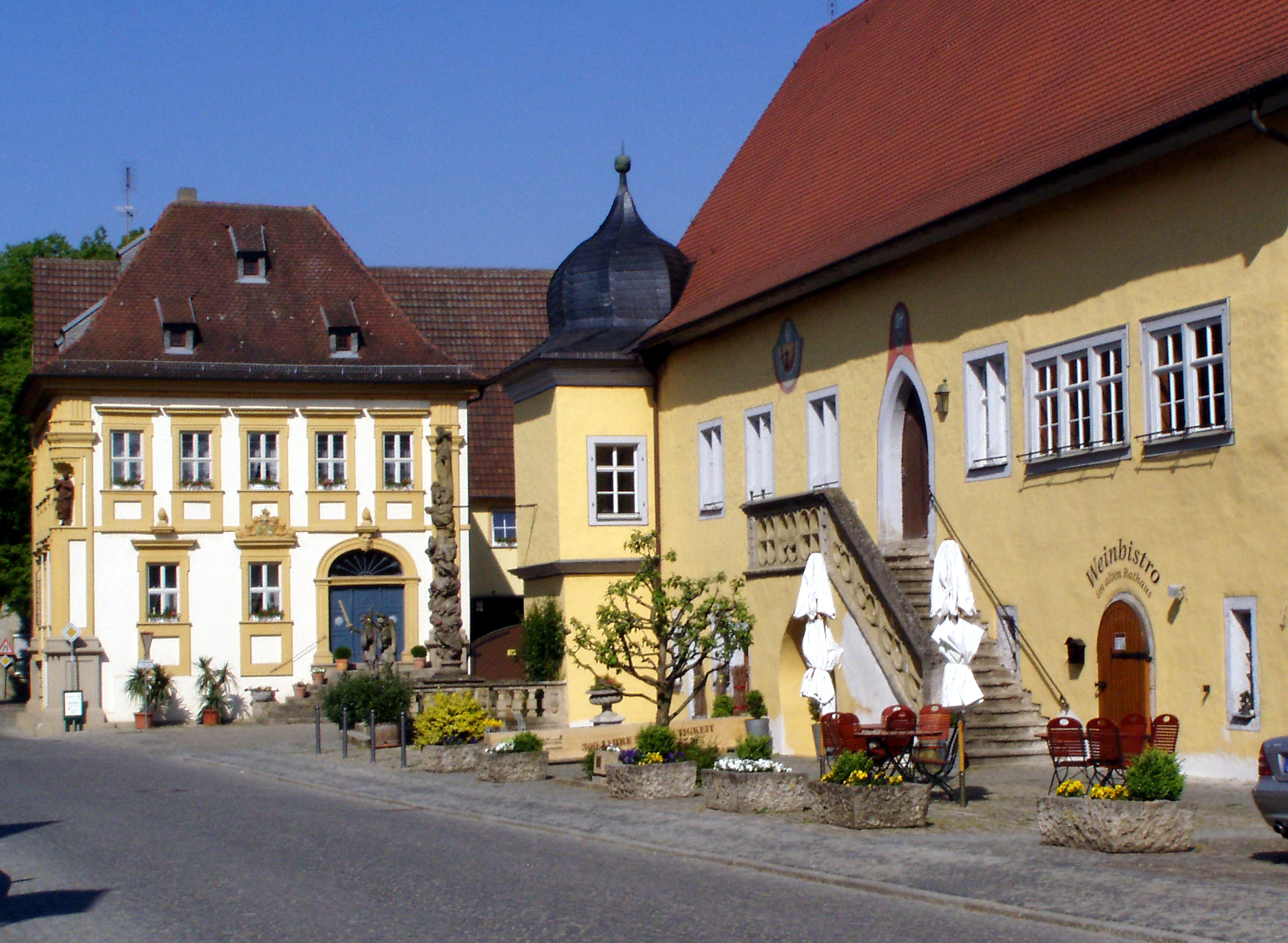
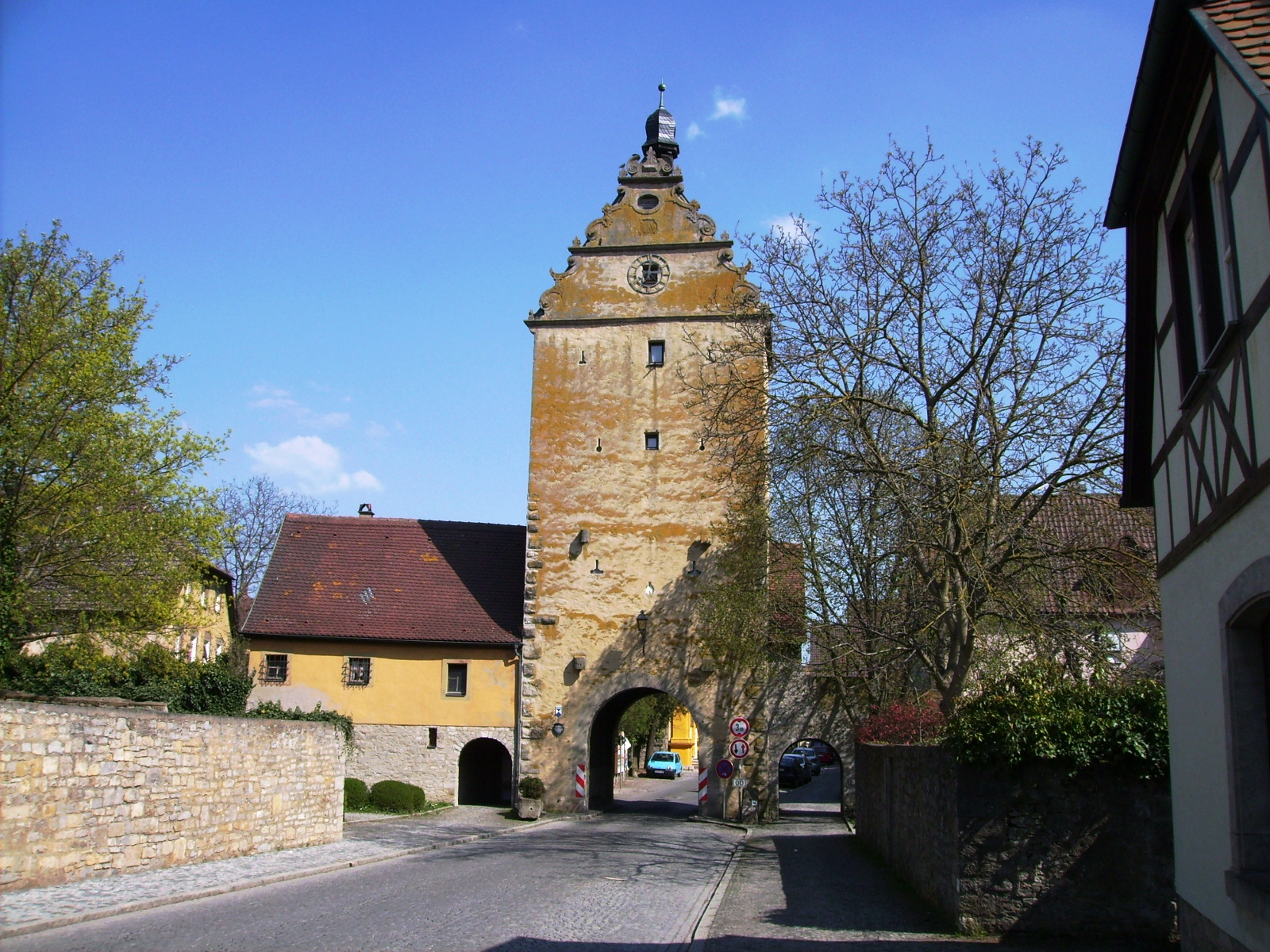
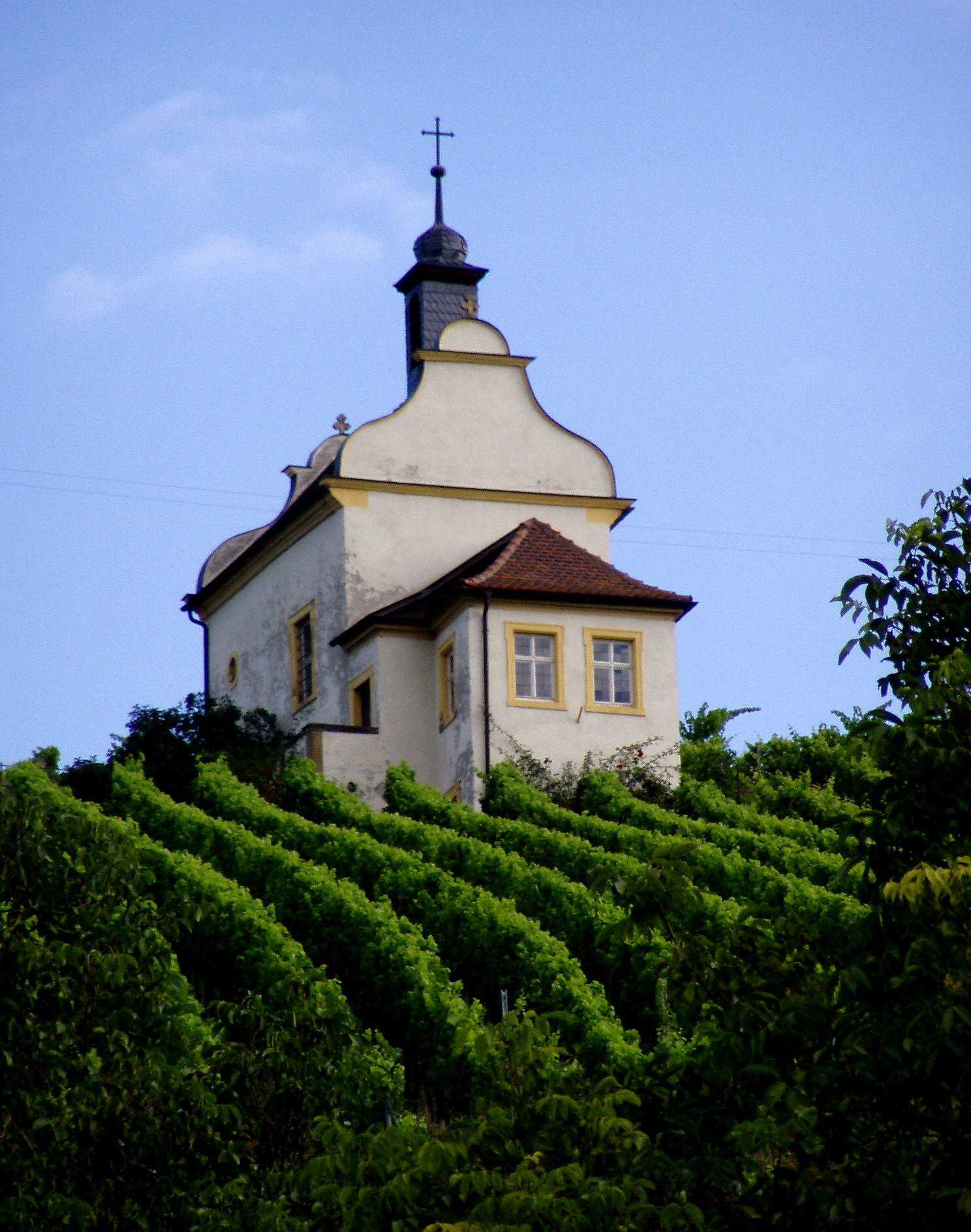
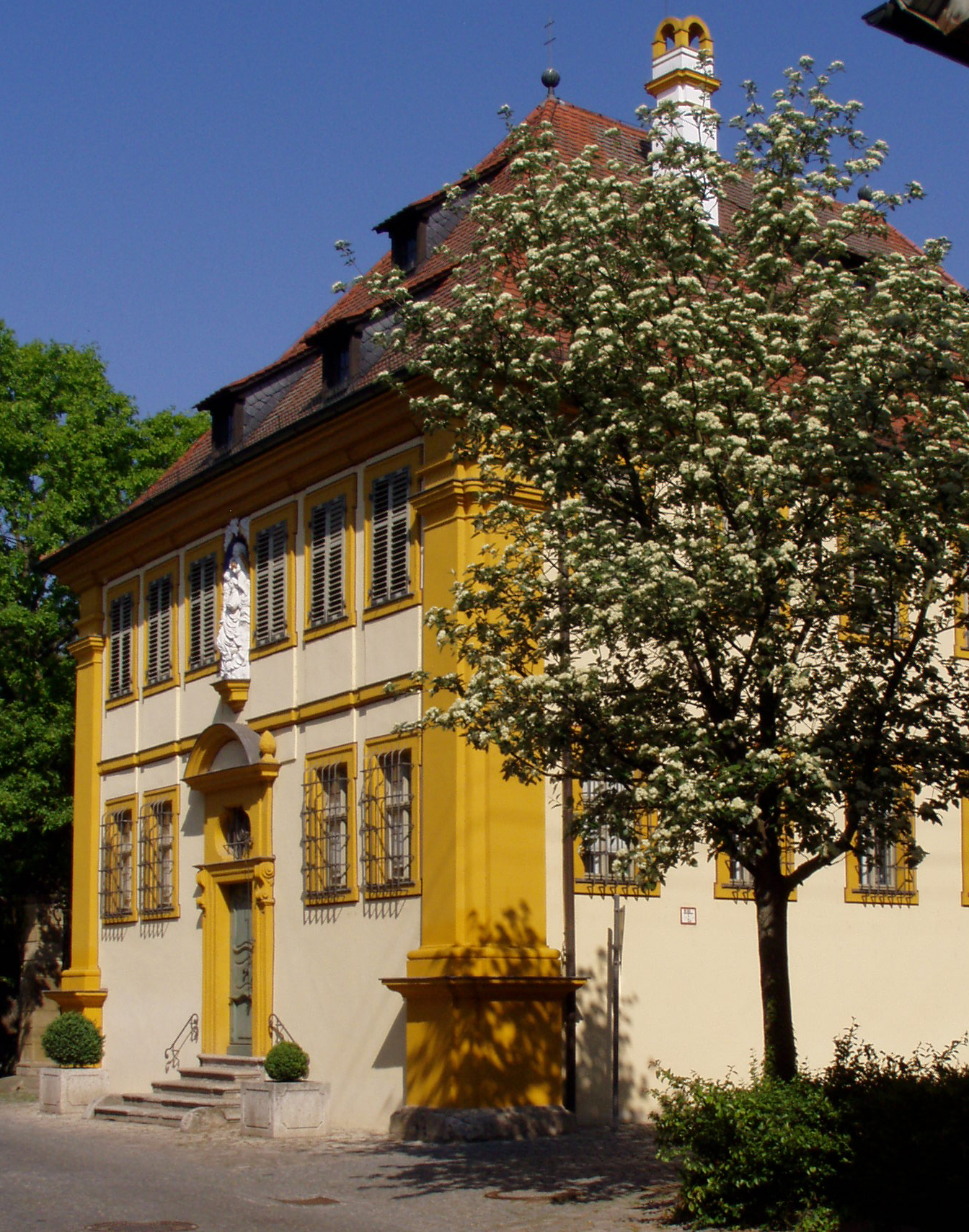
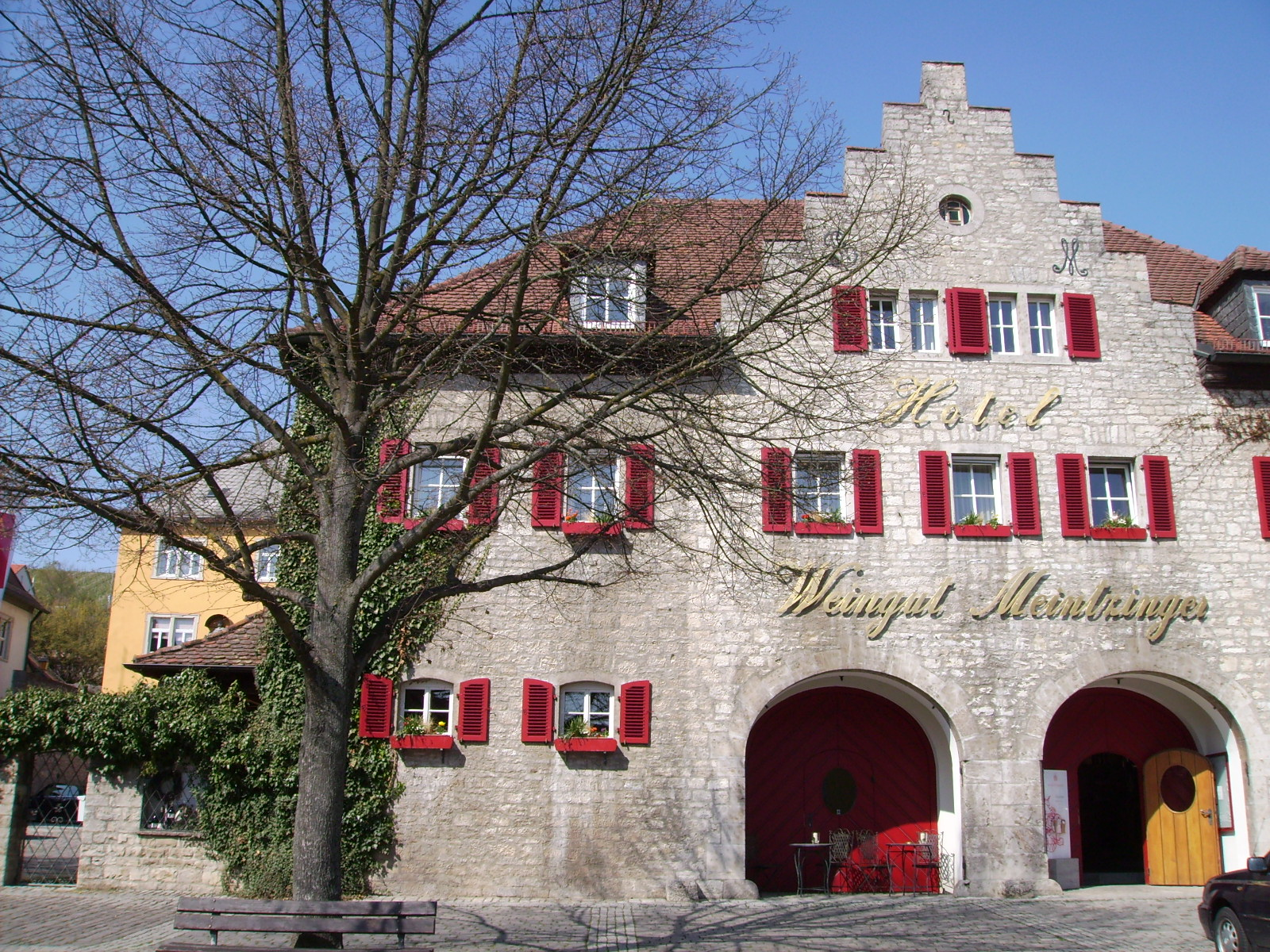